# Хьюстон, Дрю
Дрю Хьюстон — американский интернет-предприниматель, наиболее известный как основатель и генеральный директор Dropbox. По данным журнала Forbes его состояние оценивается в 1,2 миллиарда долларов США.

## Ранняя жизнь
Дрю Хьюстон родился в городе Актон штата Массачусетс в 1983 году. Дрю поступил в школу «Acton-Boxborough Regional» в 1990, а затем окончил Массачусетский технологический университет со степенью в области компьютерных наук, где он был членом братства «Phi Delta Theta». Именно там Хьюстон встретил своего друга и сооснователя Dropbox — Араша Фирдоуси.

## Ранние стартапы
До основания Dropbox Дрю работал над многими проектами, среди которых: Bit9, Accolade и Hubspot.

## Награды
Дрю Хьюстон был назван самым влиятельным человеком в возрасте 30 лет и моложе по версии журнала Business Week, а Dropbox был назван одним из 20 лучших стартапов Силиконовой долины.